# Bít tết và trứng
Bít tết và trứng là một món ăn có nguyên liệu chính là thịt bò và trứng. Nó thường được phục vụ trong bữa sáng hoặc bữa nửa buổi, nhưng có thể được tiêu thụ vào bất kỳ bữa ăn nào, chẳng hạn như bữa tối.

## Nguyên liệu
Nhiều phần thịt bò có thể sử dụng cho món này, chẳng hạn như sườn con mắt, thăn viền mỡ, thăn ngoại bò và thăn bụng,... Các thành phần bổ sung có thể là ớt chuông, tỏi, hành tây, bơ, muối, tiêu, gia vị v.v... Đồ ăn kèm có thể bao gồm các loại sốt khác nhau, chẳng hạn như sốt bít tết, sốt Worcestershire, chimichurri.

## Các biến thể
Các biến thể của món ăn bao gồm bít tết và sandwich trứng; sandwich trần cùng bít tết và Trứng Benedict. Một phiên bản của món salad bít tết và trứng sử dụng các loại rau xanh như rau arugula, trứng chần và bít tết.

Một miếng bít tết và bánh mì trứng với thịt xông khói và phô mai cheddar
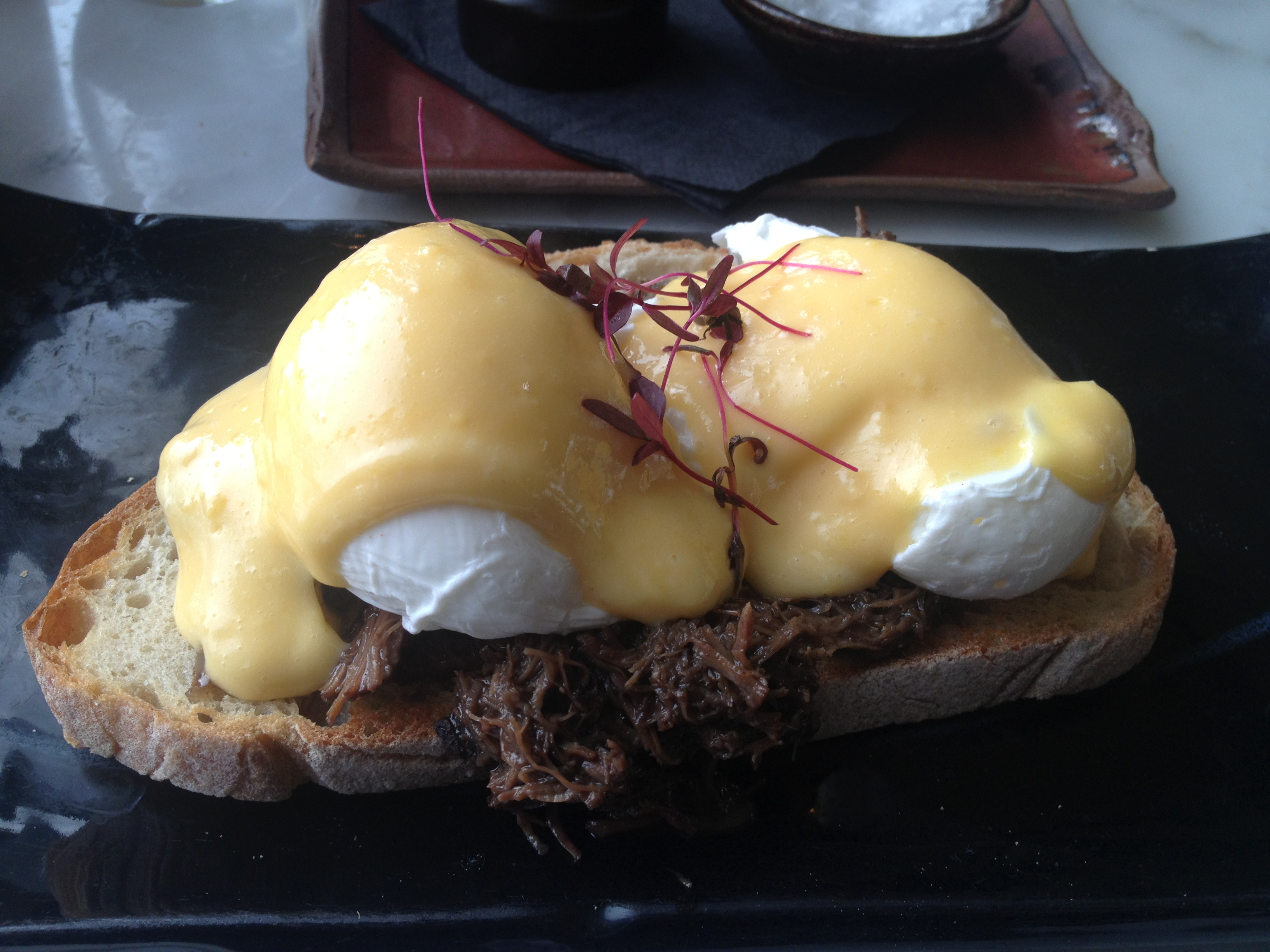
Một chiếc bánh sandwich trần được chế biến với bít tết và trứng
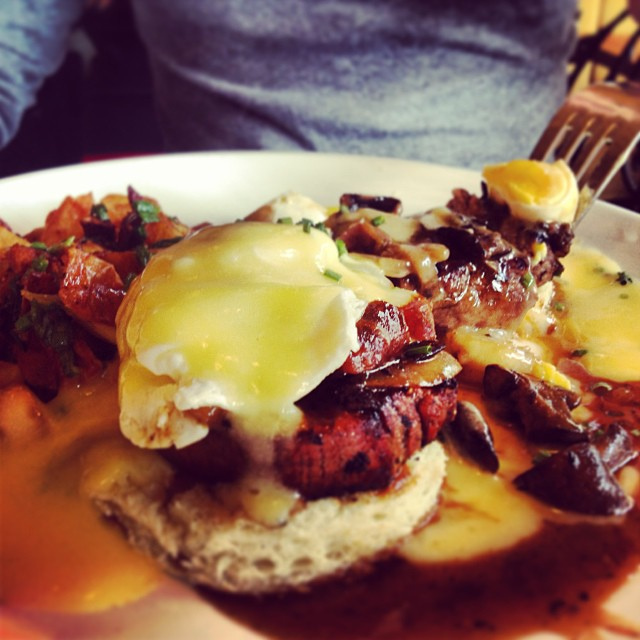
Bít tết và trứng Benedict
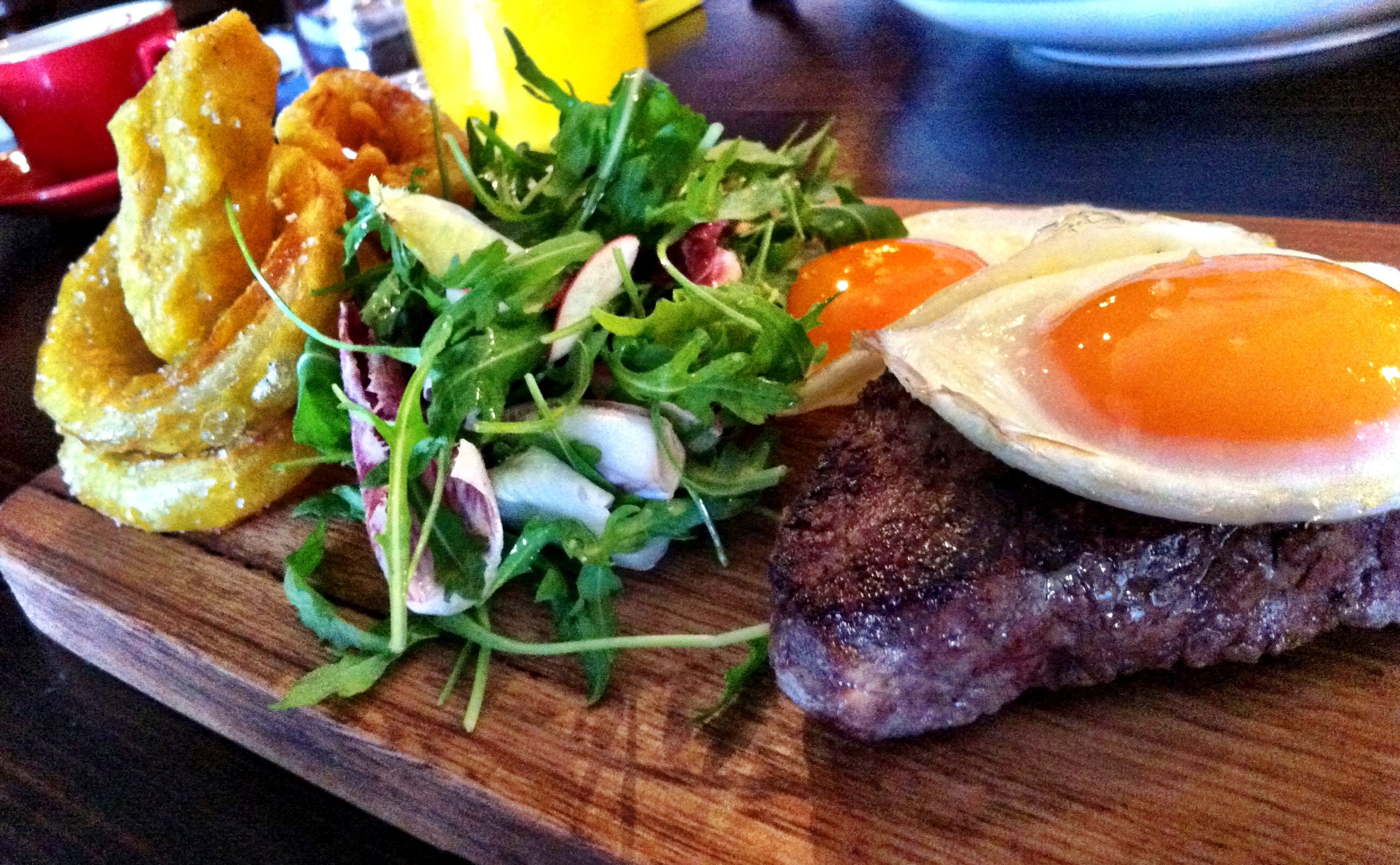
Bít tết và trứng tại nhà hàng, với salad và hành tây
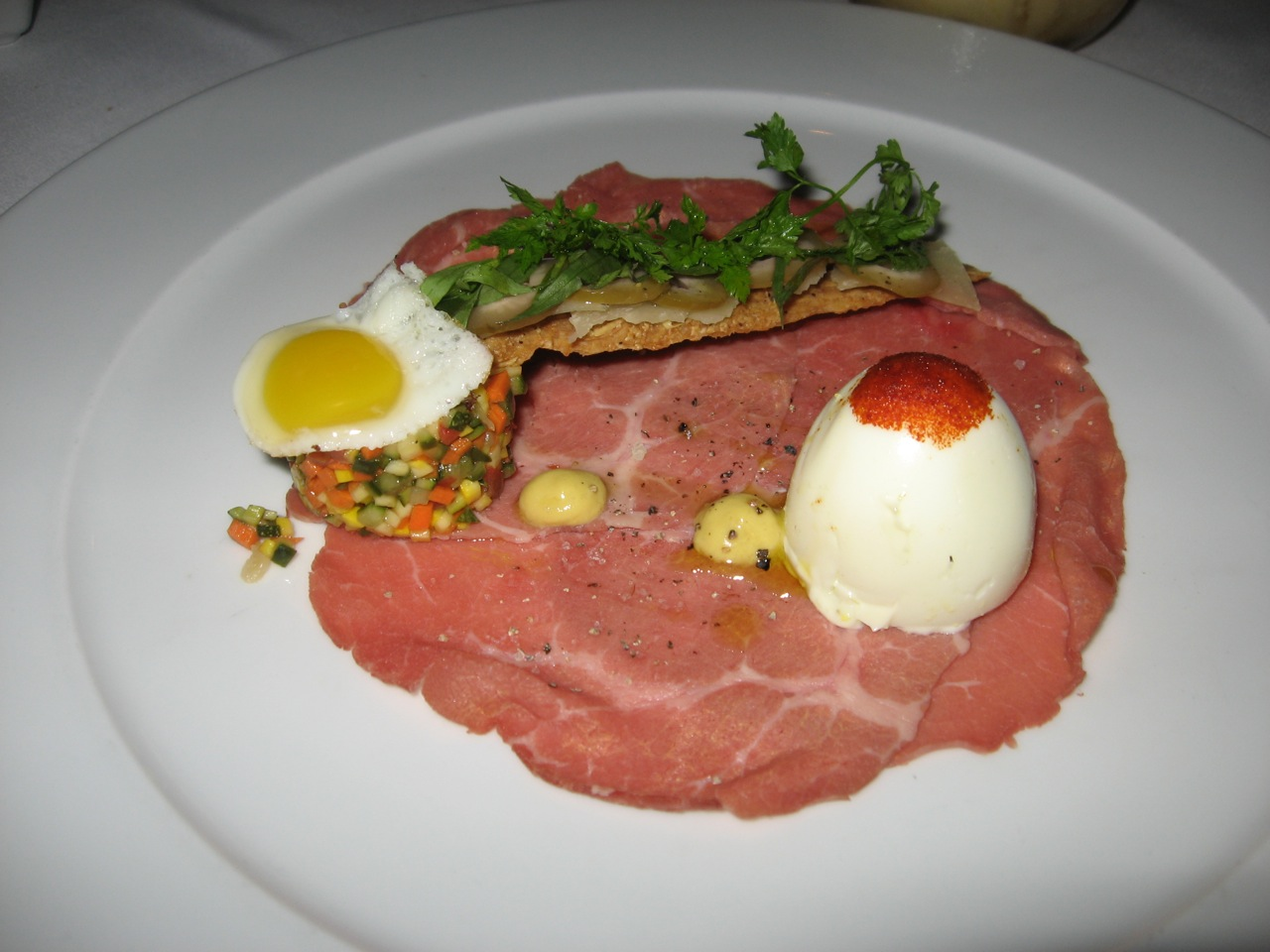
Một phiên bản đặc biệt của bít tết và trứng với thịt bì carpaccio, trứng cút, trứng ác quỉ và rau salpicon

## Trong văn hóa đại chúng
Bít tết và trứng là bữa sáng truyền thống của phi hành gia NASA, được phục vụ lần đầu tiên cho Alan Shepard trước khi ông thực hiện chuyến bay vào ngày 5 tháng 5 năm 1961.
Từng là bữa sáng phổ biến ở Úc trong nửa đầu thế kỷ 20, món ăn này cũng là bữa sáng thông thường của Thủy quân lục chiến Hoa Kỳ trước khi thực hiện các cuộc đổ bộ, do Thủy quân lục chiến đã sao chép nó từ những người lính Úc khi hai nước cùng thực hiện chiến dịch trong Chiến tranh Thái Bình Dương.
Trong phim Looper, nhân vật do Bruce Willis thủ vai đã gọi món bít tết và trứng trong một cửa hàng.